# Groot-Negros-Panay

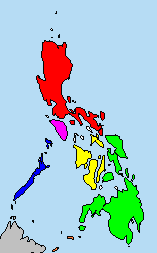
De biogeografische regio's van de Filipijnen, met Groot-Negros-Panay in geel.

Groot-Negros-Panay is een biogeografische regio in de Filipijnen die een aantal eilanden in de centrale Filipijnen omvat, waaronder Cebu, Masbate, Negros en Panay. Al deze eilanden zijn tijdens het Pleistoceen door de verlaagde zeespiegel verbonden geweest, maar gescheiden gebleven van de overige eilanden. Hierdoor is een groot deel van de fauna in dit gebied endemisch. Groot-Negros-Panay behoort tot de zogenaamde "oceanische Filipijnen", het deel van de archipel dat nooit met het vasteland verbonden is geweest (Groot-Palawan en meer zuidelijke eilanden als Borneo en Sumatra waren in het Pleistoceen een deel van het Aziatische vasteland). De oceanische Filipijnen kennen ook als geheel een grotendeels endemische fauna, en veel soorten of groepen komen zelfs alleen in bepaalde delen van het gebied voor, zoals Groot-Negros-Panay.
Groot-Negros-Panay herbergt een aantal zoogdiergroepen die in de rest van de oceanische Filipijnen ontbreken: de katachtigen (de Bengaalse tijgerkat komt voor op Negros en in Groot-Palawan) en de vleermuizengeslachten Dobsonia en Nyctimene. Daarnaast zijn er endemische zoogdiersoorten als het prinsalfredhert, het visayawrattenzwijn, de negrosspitsmuis en Crateromys heaneyi en vogels als de negrosdolksteekduif en de panayneushoornvogel.